# Батиста Висконти
Батиста Висконти (на италиански: Battista Visconti, * сред. на 40-те г. на 15 век, † 18 септември 1516) е съгосподар на Сома Ломбардо и Анядело.

## Произход
Той е син на Франческо Висконти († сл. 1474) и Елизабета Бусони. Негови дядо и баба по бащина линия са Джанбатиста Висконти и Регола Галеаци, а по майчина – Франческо Бусоне, граф на Карманьола, и Антония Висконти от Йераго.

## Биография
Той е един от най-важните представители на миланската гибелинска партия, подкрепящ Сфорца през целия си живот. Умира през есента на 1516 г.
През 1467 г., поради конфликти с херцог Галеацо Мария Сфорца, бяга от Милано с Джироламо Олджати (по-късно сред убийците на херцога в заговора от 26 декември 1476 г.); по същото време баща му Франческо е отстранен от Тайния съвет и гневът на херцога пада и върху братовчедите му Франческо Кастильони ди Кашаго и Бернабо Сансеверино.
След провала на регентството на Бона Савойска и падането на Чико Симонета, силно желано от Пиетро Пустерла (тъст на Батиста), Висконти започва своя политически възход в сянката на двора на Лудовико Мавъра и успоредно с кариерата на неговите братовчеди Антонио и Галеацо Висконти.

## Брак и потомство
∞ за Джована Пустерла, дъщеря на Пиетро Пустерла, от която има пет деца:
- Луиджи Висконти, рицар
- Ото Висконти, църковно лице
- Ермес Висконти (†1521), ∞ за Бианка Мария Скапардоне (1500, † 1526)
- Лучия Висконти, ∞ за Антонио Палавичино
- Франческо Висконти († ок. 1526), военен